# Trechnites insidiosus
Trechnites insidiosus är en stekelart som först beskrevs av Crawford 1910.  Trechnites insidiosus ingår i släktet Trechnites och familjen sköldlussteklar. Inga underarter finns listade i Catalogue of Life.